# Football League Cup 1986-1987
La Football League Cup 1986-1987, conosciuta anche con il nome di Littlewoods Challenge Cup per motivi di sponsorizzazione, è stata la 27ª edizione del terzo torneo calcistico più importante del calcio inglese, la 21ª in finale unica. La manifestazione, ebbe inizio il 25 agosto 1986 e si concluse il 5 aprile 1987 con la finale di Wembley.
Il trofeo fu vinto dall'Arsenal, che nell'atto conclusivo si impose sul Liverpool con il punteggio di 2-1.

## Formula
La Football League Cup era riservata alle 92 squadre della Football League. Il torneo era composto da scontri ad eliminazione diretta, che prevedevano nel primo e nel secondo turno, due match: regola dei gol in trasferta in caso di parità, ma solo dopo i tempi supplementari ed a seguire eventuali calci di rigore. Analogamente anche le semifinali, si disputavano con il doppio confronto di andata e di ritorno, ma a differenza di quanto accadeva nei primi due round, una parità di gol nell'aggregato anche dopo i supplementari, dava luogo all'effettuazione della partita di ripetizione (quindi niente regola dei gol fuori casa). Mentre dal terzo al quinto turno ed in finale si giocava una singola gara: se l'esito risultava un pareggio si procedeva ad una ripetizione a campi invertiti fino a quando non c'era una vincitrice (in finale invece si rigiocava sempre in campo neutro). Nell'eventualità di un pari anche nel replay si disputavano i tempi supplementari.
|                              | Squadre che entrano in questo turno                                                                    | Squadre qualificate dal turno precedente    |
| ---------------------------- | --- | ------------------------------------------- |
| Primo turno (56 squadre)     | - 24 squadre dalla Fourth Division - 24 squadre dalla Third Division - 8 squadre dalla Second Division |                                             |
| Secondo turno (64 squadre)   | - 22 squadre dalla First Division - 14 squadre dalla Second Division                                   | - 28 squadre vincitrici del primo turno     |
| Terzo turno (32 squadre)     | | - 32 squadre vincitrici del secondo turno   |
| Quarto turno (16 squadre)    | | - 16 squadre vincitrici del terzo turno     |
| Quarti di finale (8 squadre) | | - 8 squadre vincitrici del quarto turno     |
| Semifinali (4 squadre)       | | - 4 squadre vincitrici dei quarti di finale |
| Finale (2 squadre)           | | - 2 squadre vincitrici delle semifinali     |

## Primo turno
| Squadra 1         | Totale      | Squadra 2        | Andata           | Ritorno          |
| ----------------- | ----------- | ---------------- | ---------------- | ---------------- |
|                   |             |                  | 25 agosto 1986   | 3 settembre 1986 |
| Gillingham        | 3 - 2       | Northampton Town | 1 - 0            | 2 - 2            |
|                   |             |                  | 26 agosto 1986   | 2 settembre 1986 |
| Blackpool         | 1 - 2       | Preston N.E.     | 0 - 0            | 1 - 2            |
| Bournemouth       | 1 - 2       | Bristol City     | 0 - 1            | 1 - 1 (d.t.s.)   |
| Bury              | 2 - 1       | Bolton           | 2 - 1            | 0 - 0            |
| Cardiff City      | 6 - 4       | Plymouth         | 5 - 4            | 1 - 0            |
| Chesterfield      | 2 - 4       | Wrexham          | 0 - 2            | 2 - 2            |
| Doncaster         | 2 - 5       | Rotherham Utd    | 1 - 1            | 1 - 4            |
| Hartlepool Utd    | 1 - 3       | Middlesbrough    | 1 - 1            | 0 - 2            |
| Huddersfield Town | 5 - 3       | Halifax Town     | 3 - 1            | 2 - 2 (d.t.s.)   |
| Leyton Orient     | 2 - 3       | Cambridge Utd    | 2 - 2            | 0 - 1            |
| Notts County      | 2 - 7       | Port Vale        | 1 - 3            | 1 - 4            |
| Rochdale          | 4 - 2       | Burnley          | 1 - 1            | 3 - 1            |
| Scunthorpe Utd    | 4 - 1       | Darlington       | 2 - 0            | 2 - 1            |
| Shrewsbury Town   | 4 - 0       | Crewe Alexandra  | 0 - 0            | 4 - 0            |
| Southend Utd      | 4 - 2       | Brentford        | 1 - 0            | 3 - 2            |
| Stockport County  | 5 - 4       | Tranmere         | 2 - 1            | 3 - 3            |
| Sunderland        | 5 - 5 (gfc) | York City        | 2 - 4            | 3 - 1 (d.t.s.)   |
| Swindon Town      | 6 - 2       | Torquay Utd      | 3 - 0            | 3 - 2            |
| Walsall           | 5 - 2       | Mansfield Town   | 1 - 0            | 4 - 2            |
| Wigan             | 1 - 5       | Blackburn        | 1 - 3            | 0 - 2            |
| Wolverhampton     | 2 - 2 (gfc) | Lincoln City     | 1 - 2            | 1 - 0 (d.t.s.)   |
|                   |             |                  | 26 agosto 1986   | 3 settembre 1986 |
| Aldershot         | 1 - 5       | Fulham           | 1 - 3            | 0 - 2            |
| Colchester Utd    | 0 - 2       | Peterborough Utd | 0 - 0            | 0 - 2            |
|                   |             |                  | 27 agosto 1986   | 2 settembre 1986 |
| Exeter City       | 0 - 1       | Newport County   | 0 - 0            | 0 - 1            |
| Hereford Utd      | 4 - 8       | Swansea City     | 3 - 3            | 1 - 5            |
|                   |             |                  | 27 agosto 1986   | 3 settembre 1986 |
| Bristol Rovers    | 1 - 6       | Reading          | 1 - 2            | 0 - 4            |
| Derby County      | 2 - 2 (gfc) | Chester City     | 0 - 1            | 2 - 1 (d.t.s.)   |
|                   |             |                  | 2 settembre 1986 | 9 settembre 1986 |
| Carlisle Utd      | 1 - 2       | Grimsby Town     | 1 - 0            | 0 - 2            |

## Secondo turno
| Squadra 1  | Totale    | Squadra 2    | Andata | Ritorno |
| ---------- | --------- | ------------ | ------ | ------- |
| Luton Town | annullata | Cardiff City | x - x  | x - x   |

| Squadra 1        | Totale      | Squadra 2         | Andata            | Ritorno         |
| ---------------- | ----------- | ----------------- | ----------------- | --------------- |
|                  |             |                   | 23 settembre 1986 | 6 ottobre 1986  |
| Sheffield Weds   | 10 - 0      | Stockport County  | 3 - 0             | 7 - 0           |
|                  |             |                   | 23 settembre 1986 | 7 ottobre 1986  |
| Arsenal          | 3 - 1       | Huddersfield Town | 2 - 0             | 1 - 1           |
| Bristol City     | 2 - 5       | Sheffield Utd     | 2 - 2             | 0 - 3           |
| Cambridge Utd    | 3 - 3 (gfc) | Wimbledon FC      | 1 - 1             | 2 - 2 (d.t.s.)  |
| Coventry City    | 4 - 2       | Rotherham Utd     | 3 - 2             | 1 - 0           |
| Hull City        | 2 - 1       | Grimsby Town      | 1 - 0             | 1 - 1           |
| Liverpool        | 13 - 2      | Fulham            | 10 - 0            | 3 - 2           |
| Middlesbrough    | 4 - 5       | Birmingham City   | 2 - 2             | 2 - 3 (d.t.s.)  |
| Preston N.E.     | 2 - 5       | West Ham Utd      | 1 - 1             | 1 - 4           |
| QPR              | 4 - 3       | Blackburn         | 2 - 1             | 2 - 2           |
| Scunthorpe Utd   | 1 - 4       | Ipswich Town      | 1 - 2             | 0 - 2           |
| Watford          | 3 - 2       | Rochdale          | 1 - 1             | 2 - 1           |
|                  |             |                   | 23 settembre 1986 | 8 ottobre 1986  |
| Barnsley         | 5 - 8       | Tottenham         | 2 - 3             | 3 - 5           |
| Bradford City    | 2 - 1       | Newcastle Utd     | 2 - 0             | 0 - 1           |
| Charlton         | 4 - 1       | Lincoln City      | 3 - 1             | 1 - 0           |
| Oldham Athletic  | 4 - 2       | Leeds Utd         | 3 - 2             | 1 - 0           |
| Shrewsbury Town  | 2 - 1       | Stoke City        | 2 - 1             | 0 - 0           |
| Southampton      | 3 - 0       | Swindon Town      | 3 - 0             | 0 - 0           |
| Southend Utd     | 1 - 2       | Manchester City   | 0 - 0             | 1 - 2           |
| Swansea City     | 2 - 6       | Leicester City    | 0 - 2             | 2 - 4           |
| York City        | 1 - 3       | Chelsea           | 1 - 0             | 0 - 3           |
|                  |             |                   | 24 settembre 1986 | 7 ottobre 1986  |
| Crystal Palace   | 1 - 0       | Bury              | 0 - 0             | 1 - 0           |
| Derby County     | 5 - 1       | West Bromwich     | 4 - 1             | 1 - 0           |
| Everton          | 9 - 1       | Newport County    | 4 - 0             | 5 - 1           |
| Manchester Utd   | 7 - 2       | Port Vale         | 2 - 0             | 5 - 2           |
| Oxford Utd       | 7 - 1       | Gillingham        | 6 - 0             | 1 - 1           |
| Wrexham          | 1 - 4       | Portsmouth        | 1 - 2             | 0 - 2           |
|                  |             |                   | 24 settembre 1986 | 8 ottobre 1986  |
| Brighton         | 0 - 3       | Nottingham Forest | 0 - 0             | 0 - 3           |
| Peterborough Utd | 0 - 1       | Norwich City      | 0 - 0             | 0 - 1           |
| Reading          | 2 - 5       | Aston Villa       | 1 - 1             | 1 - 4           |
|                  |             |                   | 7 ottobre 1986    | 14 ottobre 1986 |
| Walsall          | 2 - 4       | Millwall          | 0 - 1             | 2 - 3           |

## Terzo turno
| Squadra 1       | Risultato | Squadra 2         |
| --------------- | --------- | ----------------- |
| 28 ottobre 1986 |           |                   |
| Arsenal         | 3 - 1     | Manchester City   |
| Cambridge Utd   | 1 - 0     | Ipswich Town      |
| Cardiff City    | 2 - 1     | Chelsea           |
| Charlton        | 1 - 0     | QPR               |
| Coventry City   | 2 - 1     | Oldham Athletic   |
| Everton         | 4 - 0     | Sheffield Weds    |
| Shrewsbury Town | 1 - 0     | Hull City         |
| 29 ottobre 1986 |           |                   |
| Bradford City   | 3 - 1     | Portsmouth        |
| Crystal Palace  | 2 - 2     | Nottingham Forest |
| Derby County    | 1 - 1     | Aston Villa       |
| Liverpool       | 4 - 1     | Leicester City    |
| Manchester Utd  | 0 - 0     | Southampton       |
| Norwich City    | 4 - 1     | Millwall          |
| Oxford Utd      | 3 - 1     | Sheffield Utd     |
| Tottenham       | 5 - 0     | Birmingham City   |
| Watford         | 2 - 3     | West Ham Utd      |

### Replay
| Squadra 1         | Risultato | Squadra 2      |
| ----------------- | --------- | -------------- |
| 4 novembre 1986   |           |                |
| Aston Villa       | 2 - 1     | Derby County   |
| Southampton       | 4 - 1     | Manchester Utd |
| 5 novembre 1986   |           |                |
| Nottingham Forest | 1 - 0     | Crystal Palace |

## Quarto turno
| Squadra 1        | Risultato | Squadra 2         |
| ---------------- | --------- | ----------------- |
| 18 novembre 1986 |           |                   |
| Arsenal          | 2 - 0     | Charlton          |
| Bradford City    | 0 - 5     | Nottingham Forest |
| Cambridge Utd    | 1 - 3     | Tottenham         |
| Coventry City    | 0 - 0     | Liverpool         |
| 19 novembre 1986 |           |                   |
| Norwich City     | 1 - 4     | Everton           |
| Shrewsbury Town  | 1 - 0     | Cardiff City      |
| Southampton      | 2 - 1     | Aston Villa       |
| 26 novembre 1986 |           |                   |
| West Ham Utd     | 1 - 0     | Oxford Utd        |

### Replay
| Squadra 1        | Risultato | Squadra 2     |
| ---------------- | --------- | ------------- |
| 26 novembre 1986 |           |               |
| Liverpool        | 3 - 1     | Coventry City |

## Quarti di finale
| Squadra 1       | Risultato | Squadra 2         |
| --------------- | --------- | ----------------- |
| 21 gennaio 1987 |           |                   |
| Arsenal         | 2 - 0     | Nottingham Forest |
| Everton         | 0 - 1     | Liverpool         |
| 27 gennaio 1987 |           |                   |
| Southampton     | 1 - 0     | Shrewsbury Town   |
| West Ham Utd    | 1 - 1     | Tottenham         |

### Replay
| Squadra 1       | Risultato | Squadra 2    |
| --------------- | --------- | ------------ |
| 2 febbraio 1987 |           |              |
| Tottenham       | 5 - 0     | West Ham Utd |

## Semifinali
| Squadra 1   | Totale | Squadra 2 | Andata           | Ritorno          |
| ----------- | ------ | --------- | ---------------- | ---------------- |
|             |        |           | 8 febbraio 1987  | 1 marzo 1987     |
| Arsenal     | 2 - 2  | Tottenham | 0 - 1            | 2 - 1 (d.t.s.)   |
|             |        |           | 11 febbraio 1987 | 25 febbraio 1987 |
| Southampton | 0 - 3  | Liverpool | 0 - 0            | 0 - 3            |

### Replay
| Squadra 1    | Risultato | Squadra 2 |
| ------------ | --------- | --------- |
| 4 marzo 1987 |           |           |
| Tottenham    | 1 - 2     | Arsenal   |

## Finale
| Arbitro: | Lester Shapter |

|                   |           |          |
| Nicholas 30’, 83’ | Marcatori | 23’ Rush |

| Arsenal | Liverpool |

| ARSENAL         |    |                  |  |          |
|                 |    |                  |  |          |
| P               | 1  | John Lukic       |  |          |
| D               | 2  | Viv Anderson     |  |          |
| D               | 3  | Kenny Sansom (C) |  |          |
| C               | 4  | Steve Williams   |  |          |
| D               | 5  | David O'Leary    |  |          |
| D               | 6  | Tony Adams       |  |          |
| C               | 7  | David Rocastle   |  |          |
| C               | 8  | Paul Davis       |  |          |
| A               | 9  | Niall Quinn      |  | Uscita   |
| A               | 10 | Charlie Nicholas |  |          |
| C               | 11 | Martin Hayes     |  | Uscita   |
| A disposizione: |    |                  |  |          |
| C               | 12 | Perry Groves     |  | Ingresso |
| C               | 14 | Michael Thomas   |  | Ingresso |
| Manager:        |    |                  |  |          |
| George Graham   |    |                  |  |          |

| LIVERPOOL         |    |                   |  |     |
|                   |    |                   |  |     |
| P                 | 1  | Bruce Grobbelaar  |  |     |
| D                 | 2  | Gary Gillespie    |  |     |
| D                 | 3  | Barry Venison     |  |     |
| D                 | 4  | Nigel Spackman    |  |     |
| C                 | 5  | Ronnie Whelan     |  |     |
| D                 | 6  | Alan Hansen (C)   |  |     |
| A                 | 7  | Paul Walsh 73’    |  |     |
| C                 | 8  | Craig Johnston    |  |     |
| A                 | 9  | Ian Rush          |  |     |
| C                 | 10 | Jan Mølby         |  |     |
| C                 | 11 | Steve McMahon 87’ |  |     |
| A disposizione:   |    |                   |  |     |
| A                 | 12 | Kenny Dalglish    |  | 73’ |
| C                 | 14 | John Wark         |  | 87’ |
| Player / Manager: |    |                   |  |     |
| Kenny Dalglish    |    |                   |  |     |